# Pokolj u Ličkom Osiku
Pokolj u Ličkom Osiku je ratni zločin kojeg su počinili četvorica pripadnika MUP-a SAO Krajine nad peteročlanom obitelji Rakić u Ličkom Osiku.

## Tijek
Članove obitelji, četvorica pripadnika MUP-a SAO Krajine, sa sumnjom da posjeduju radiostanicu i da surađuju s hrvatskim oružanim postrojbama, su prvo vezali i zatvorili im usta ljepljivom trakom. Ukrcali su ih u kombi te prevezli ih preko Svračkovog sela do krške jame Golubnjača. Kraj jame su ubijeni hitcima iz vatrenog oružja, a tijela bačena u jamu. Žena, koja je bila hrvatske nacionalnosti, ubijena je nekoliko dana prije u mjestu Širokoj Kuli te je zapaljena.

## Suđenje
2010. godine, tužiteljstvo za ratne zločine Srbije podiglo je optužnicu protiv četvorice bivših pripadnika MUP-a SAO Krajine zbog zločina Ličkom Osiku.  Nakon prvostupanjske presude četiri bivša pripadnika srpskih paravojnih snaga su osuđena na po 12 godina zatvora. Na ponovljenom suđenju, dvojici pripadnika je smanjena kazna na 10 godina.

## Poveznice
- Pokolj u Širokoj Kuli 13. listopada 1991.
- Popis masovnih zločina nad Hrvatima u Domovinskom ratu